# 복수는 내게 맡겨라
"복수는 내게 맡겨라"는 1982년에 개봉한 대한민국의 영화이다.

## 캐스팅
- 이대근
- 윤영애
- 이성웅
- 안병경
- 박원숙
- 최준
- 이해룡
- 김기범
- 이석구
- 김우석
- 임성표
- 김민규
- 박병기
- 추상호
- 김경란
- 최병근
- 한창호
- 서태성
- 문성종